# カラフトヒョウモン
カラフトヒョウモン（樺太豹紋、学名: Clossiana iphigenia）は、チョウ目（鱗翅目）タテハチョウ科ヒョウモンチョウ族に分類されるチョウの一種。日本では北海道だけに分布する小型のチョウである。

## 特徴
アサヒヒョウモン・ホソバヒョウモンとともに、日本では北海道に3種のみ生息する、寒冷地型の小型ヒョウモンである。翅は表裏ともに黄褐色で、とくに後翅裏は黄色が濃くなる。翅表の翅脈は黒色でいわゆる豹紋柄。
とくにホソバヒョウモンとよく似ており、しばしば混生する。いずれも黄色地の後翅裏に銀白色や橙色の模様が現れるが、それらが明瞭な境界をもつのが本種、ぼやけるのがホソバ。
年1化性で、成虫は低地では5月下旬、高地では7月ごろから発生を始める。ゆるやかに飛翔し、訪花、吸水などする。
食草はスミレ科のミヤマスミレ、ケタチツボスミレ。越冬態は4齢幼虫。

## 分布
北海道の石狩地方以東。
国外では極東ロシアおよびサハリン。

## 保全状況評価
カラフトヒョウモン Clossiana iphigenia sachalinensis
- 準絶滅危惧（NT）（環境省レッドリスト）

（環境省レッドリスト、2012年版）